# Alain Goma
Alain Goma (ur. 5 października 1972 w Sault) – francuski piłkarz występujący na pozycji obrońcy.

## Kariera klubowa
Goma seniorską karierę rozpoczynał w 1988 roku w klubie FC Versailles 78. W 1989 roku trafił do AJ Auxerre z Division 1. W tych rozgrywkach zadebiutował jednak dopiero 13 stycznia 1991 roku w przegranym 1:2 pojedynku z AS Saint-Étienne. W 1996 roku zdobył z zespołem Puchar Francji, a w 1996 mistrzostwo Francji oraz ponownie Puchar Francji. W Auxerre spędził łącznie 9 lat.
W 1998 roku odszedł do Paris Saint-Germain, także grającego w Division 1. W tym samym roku zdobył z nim Superpuchar Francji. Barwy PSG reprezentował przez rok. W tym czasie rozegrał tam 30 spotkań.
W 1999 roku Goma podpisał kontrakt z angielskim Newcastle United. W Premier League zadebiutował 7 sierpnia 1999 roku w przegranym 0:1 pojedynku z Aston Villą. W Newcastle występował przez 1,5 roku.
Na początku 2001 roku Goma odszedł do Fulham z Division One. Pierwszy ligowy mecz zaliczył tam 28 kwietnia 2001 roku przeciwko Portsmouth (1:1). W tym samym roku awansował z zespołem do Premier League. W Fulham spędził jeszcze 5 lat. W 2006 roku odszedł z klubu. W 2007 roku podpisał kontrakt z katarskim Al-Wakra SC. Grał tam przez rok. W 2008 roku zakończył karierę.

## Kariera reprezentacyjna
W reprezentacji Francji Goma zadebiutował 4 października 1996 roku w wygranym 4:0 towarzyskim meczu z Turcją. W latach 1996–1998 w drużynie narodowej rozegrał w sumie 2 spotkania.